# Jan Uytenbogaart
Johannes Wilhelmus Huijbert (Jan) Uijtenbogaart (Utrecht, 5 februari 1897 – Wassenaar, 7 december 1964) was hoogleraar Scheikunde aan de Technische Hoogeschool in Delft.

## Biografie
Jan Uytenboogaart werd geboren op 5 februari in Utrecht. Hij ging naar de HBS in Den Haag, moest in dienst, en werd in 1916 ingeschreven als student scheikunde aan de Technische Hoogeschool in Delft. Al voordat hij in 1921 afstudeerde werd hij in 1920 hoofd van het laboratorium van de Staatsmijnen in Limburg. In 1925 ging hij werken bij ENKA, waar hij hoofd van het laboratorium werd. Hij promoveerde in 1929 bij Hein Israël Waterman op het proefschrift Bijdrage tot de kennis der koolstofafzetting bij het "cracken". Daarna verhuisde hij naar Berlijn. Hij wist dat de Duitsers toen al buiten de stad experimenteerden met raketten en was zeer geïnteresseerd in de voortstuwing van raketten. Hij werd directeur van het onderzoeksinstituut van de Vereinigte Glanzstoff-Fabriken in Teltow-Seehof bij Berlijn. In 1938 voelde hij de oorlogsdreiging en keerde terug naar Nederland.
Terug in Nederland ging hij aan de slag bij de  Bataafse Petroleum Maatschappij (BPM). In 1940 werd hij door BPM uitgeleend aan TNO en werd daar directeur van de Technische Afdeling. Hij werd ook directeur van het Centrale Instituut voor de Industrialisatie en adviseerde verschillende ministeries. In deze periode verzamelde hij ook gegevens over zijn omgeving, waar de Duitse V2's stonden opgesteld, hoe ze eruitzagen. Op zolder had hij speciaal hiervoor een werkkamer ingericht, dat hij het jodenkamertje noemde. Zijn buurman was een spion die voor de Duitsers werkte, dus hij moest erg voorzichtig zijn. Hij verzamelde brokstukken van V1's en V2's, onderzocht ze, thuis of op zijn laboratorium, maakte er tekeningen van en gaf gegevens aan Groep Packard die deze doorstuurde naar Londen. Zijn contactpersoon bij Packard was A.J. Houck. Tekeningen op microfilm en brokstukken gingen via Brussel naar Londen. 
Uytenboogaart bleef na de oorlog bij de BPM werken, en eindigde zijn carrière aan de top. Hij overleed op 67-jarige leeftijd aan een infectie, opgelopen in een Aziatisch land. Hij werd op Westerveld gecremeerd.

## Onderscheidingen
- Fellow of the British Interplanetary Society, 1946
- Bronzen Leeuw, bij Koninklijk Besluit 141 249-24 d.d. 14 december 1949, uitgereikt door koningin Juliana in het Paleis op de Dam op 28 februari 1951.